# Pudao (township)
Pudao (birm.: ပူတာအိုမြို့နယ်, ang. Putao Township) – township w Mjanmie, w stanie Kaczin i dystrykcie Pudao.
Według spisu z 2014 roku zamieszkuje tu 61 075 osób, w tym 30 162 mężczyzn i 30 913 kobiet, a ludność miejska stanowi 26,2 % populacji.